# Ignaz Perner

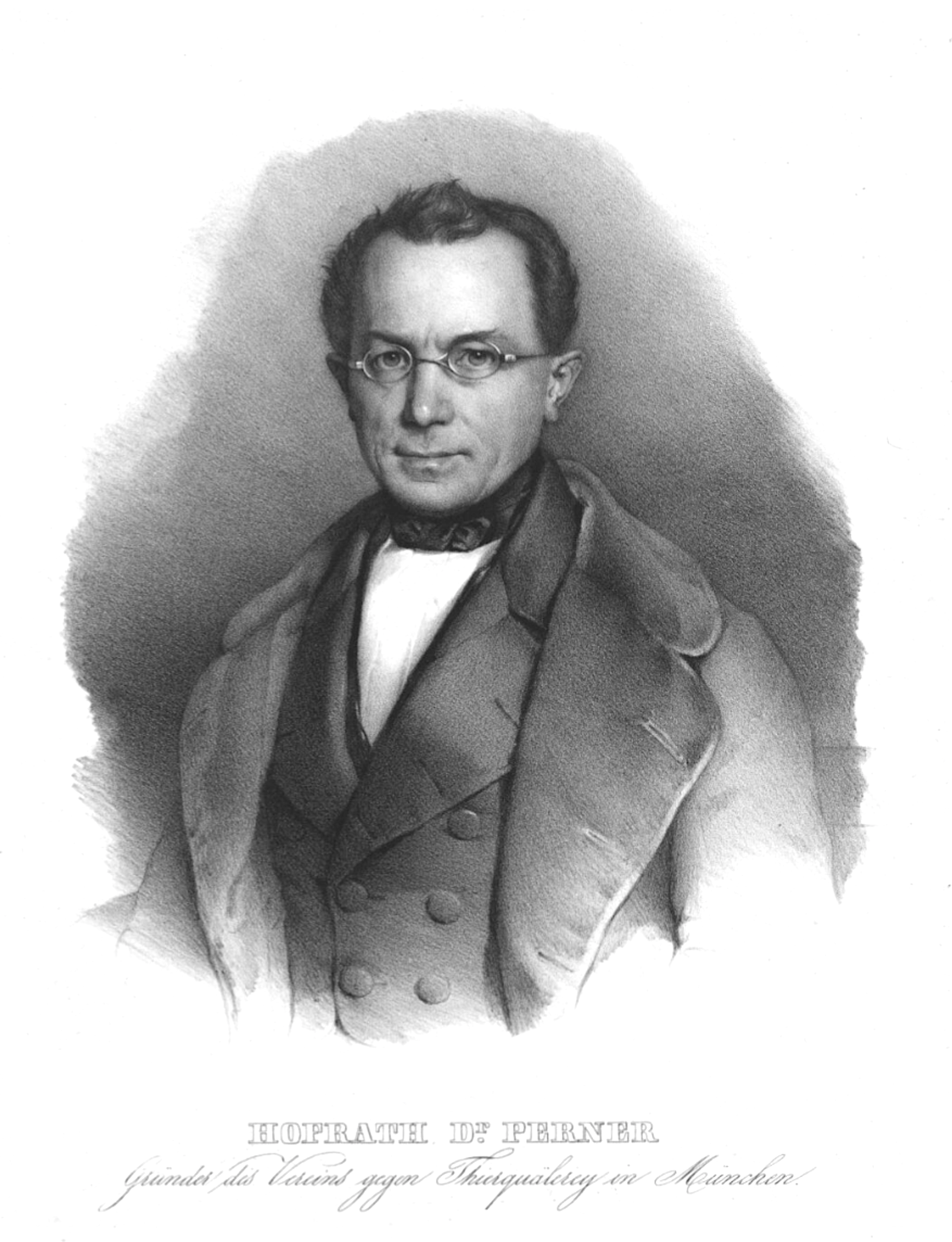
Portrait des Ignaz Perner

Johann Ignaz Perner (* 3. Juli 1796 in Ebersberg; † 16. Februar 1867 in München) war ein bayerischer Jurist und gilt als einer der wichtigsten Pioniere der deutschen Tierschutzbewegung.

## Leben
Perner entstammte einfachen ländlichen Verhältnissen: Der begabte Junge kam als zehntes Kind eines Gerichtsdieners auf die Welt, schaffte es dennoch auf das heutige Wilhelmsgymnasium München (Abschluss 1812) und dann auf die Landshuter Universität, wo er Jura und Philosophie studierte und sich das Studium teilweise selbst verdiente. Er trat der Verbindung Corps Bavaria bei und verbrachte zwei Mal je 24 Stunden im Karzer, aus dem ihn sein Corpsbruder Rektor Mittermaier entließ.
Nach den Promotionen (Dr. phil. und Dr. jur.) machte er – nach eigener Aussage – Praktika bei zahlreichen „Justiz-, Polizei- und Administrativbehörden“, wurde mit 23 Jahren erstmals festangestellt und arbeitete 14 Jahre lang als Sekretär, „Assessor, Stadt- und Kreisgerichts-, Wechsel- und Merkantilgerichtsrath bei verschiedenen Ämtern, endlich als Advokat in … München.“ Seine Kanzlei „war eine der ausgebreitetsten des Königreiches Bayern.“ In fünf Jahren schloss er über 1200 Vergleiche, „war Anwalt von Reichen und Armen, von Prinzen und von Bettlern, von Adligen und Bürgerlichen“. Dabei verdiente er so gut, dass er sich mit 36 Jahren ins Privatleben zurückziehen und eine ausgedehnte Reise in eine Vielzahl europäischer Länder machen konnte.
Mit seinem Geld unterstützte er seine ausgedehnte arme Verwandtschaft; er selbst blieb ledig. Vor allem aber nutzte er sein Vermögen und seine Energie dazu, innerhalb weniger Jahre den größten Tierschutzverein Europas aufzubauen und zu leiten.
1864, drei Jahre vor seinem Tod, veranlasste Perner die Auflösung des Vereins und verschenkte, treu seiner überregionalen Orientierung, erhebliche Geldbeträge an andere Tierschutzvereine. So erhielt der Württembergische Tierschutzverein 500 Gulden. In seinem Testament bedachte er 1867 noch einmal zahlreiche Tierschutzvereine mit großzügigen Legaten. Noch im gleichen Jahr wurde auf den Fundamenten der alten Organisation der „Münchner Tierschutzverein“ ins Leben gerufen, einschließlich zahlreicher Filialvereine und unter Verstärkung der Arbeit vor Ort. Auch Schriften Perners wurden wieder aufgelegt.
Ignaz Perner starb 1867 im Alter von 70 Jahren in München.

## Grabstätte

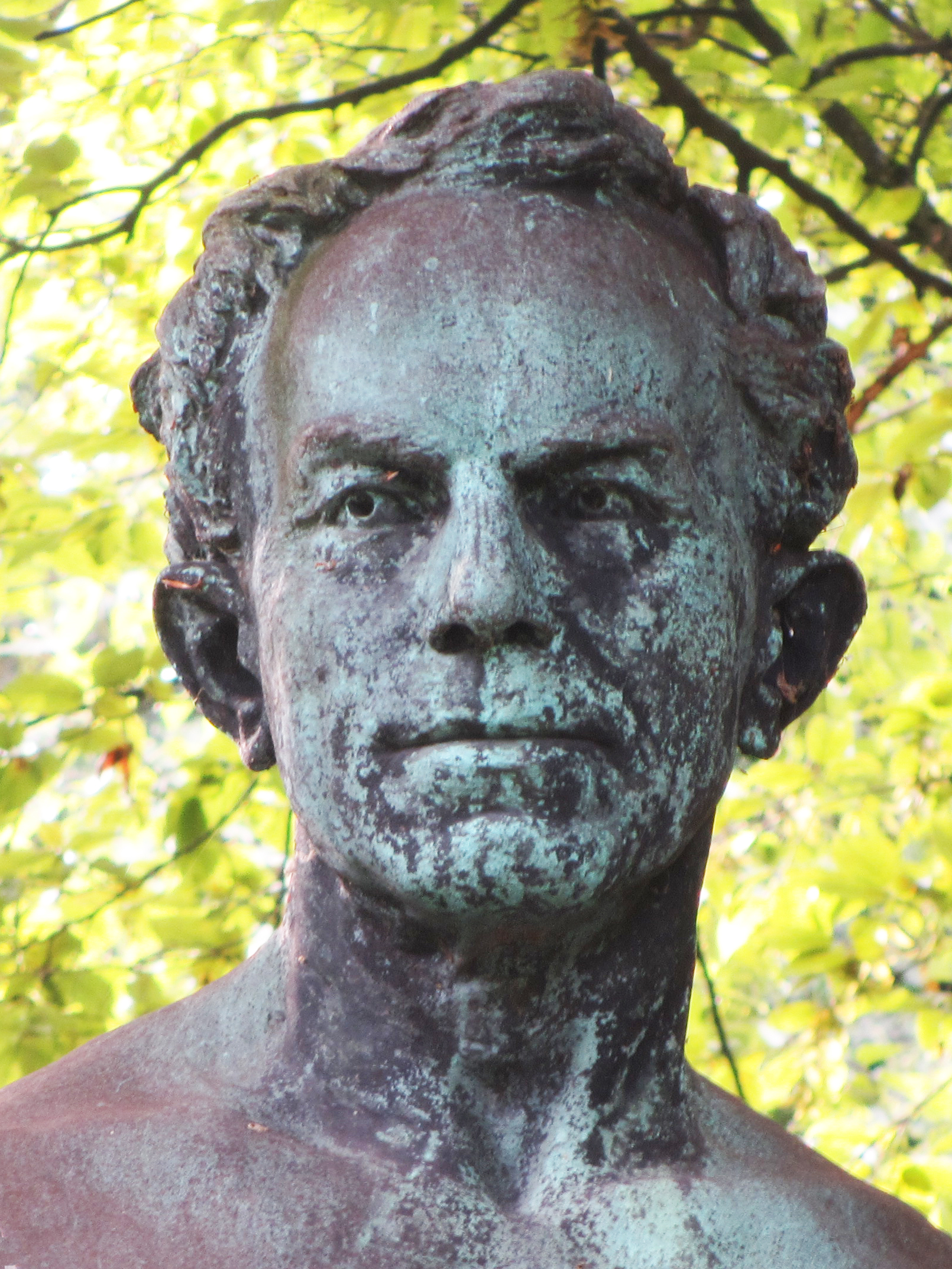
Die vom Bildhauer Michael Wagmüller modellierte Bronzebüste auf Perners Grab

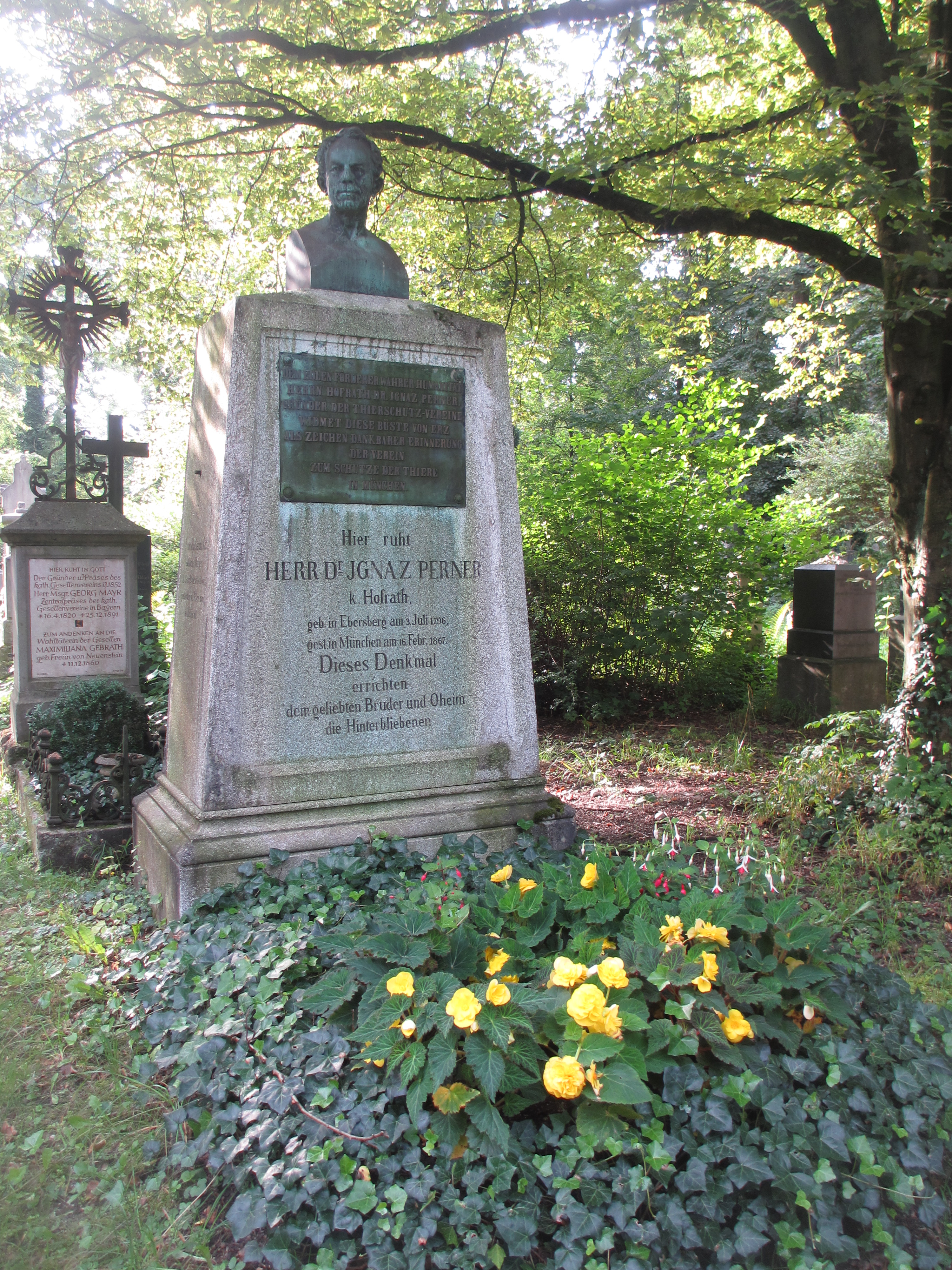
Grab von Ignaz Perner auf dem Alten Südlichen Friedhof in München

Perners Grabstelle mit einer vom Bildhauer Michael Wagmüller modellierten Bronzebüste befindet sich auf dem Alten Südlichen Friedhof in München (Gräberfeld 37 – Reihe 13 – Platz 34).

## Namensgeber für Straße
Nach Ignaz Perner wurde 1926 in München im Stadtteil Nymphenburg (Stadtbezirk 9 - Neuhausen-Nymphenburg) die Ignaz-Perner-Straße benannt Standort. Auch in seiner Geburtsstadt Ebersberg, erinnert eine Ignaz-Perner-Straße an ihn, in Ebersberg außerdem ein Brunnen mit Gedenktafel am Schloßplatz.

## Tierschutz
Wie Perner zum aktiven Tierschützer wurde, beschrieb er nicht. Sehr wahrscheinlich spielte zumindest indirekt die erste deutsche Tierschutzbewegung in Württemberg von 1837 bis 1840 eine Rolle, unter deren Einfluss 1839 der „Verein gegen Tierquälerei“ in Nürnberg entstand. Zunächst sammelte Perner „für den schon bestehenden Nürnberger-Verein Mitglieder …, (lud) bald aber zum Eintritt in einen eigenen Verein in München ein(…).“ Der „Münchner Verein gegen Thierquälerei“ wurde, nachdem sich schon 266 Interessenten gemeldet hatten, am 10. März 1842 auf einer Generalversammlung formell gegründet. Aufgrund der Dynamik, die Perner in Bewegung setzte, ging der Nürnberger Verein noch im selben Jahr als Filialverein im Münchner Verein auf. Dieser war von Anfang an als überregionale Organisation geplant, was Perner sehr schnell gelang. Ein Jahr nach der Gründung zählte der Verein 1000 Mitglieder in München und in zehn Filialvereinen; 1848 waren es 5200 Mitglieder und 158 Filialen.

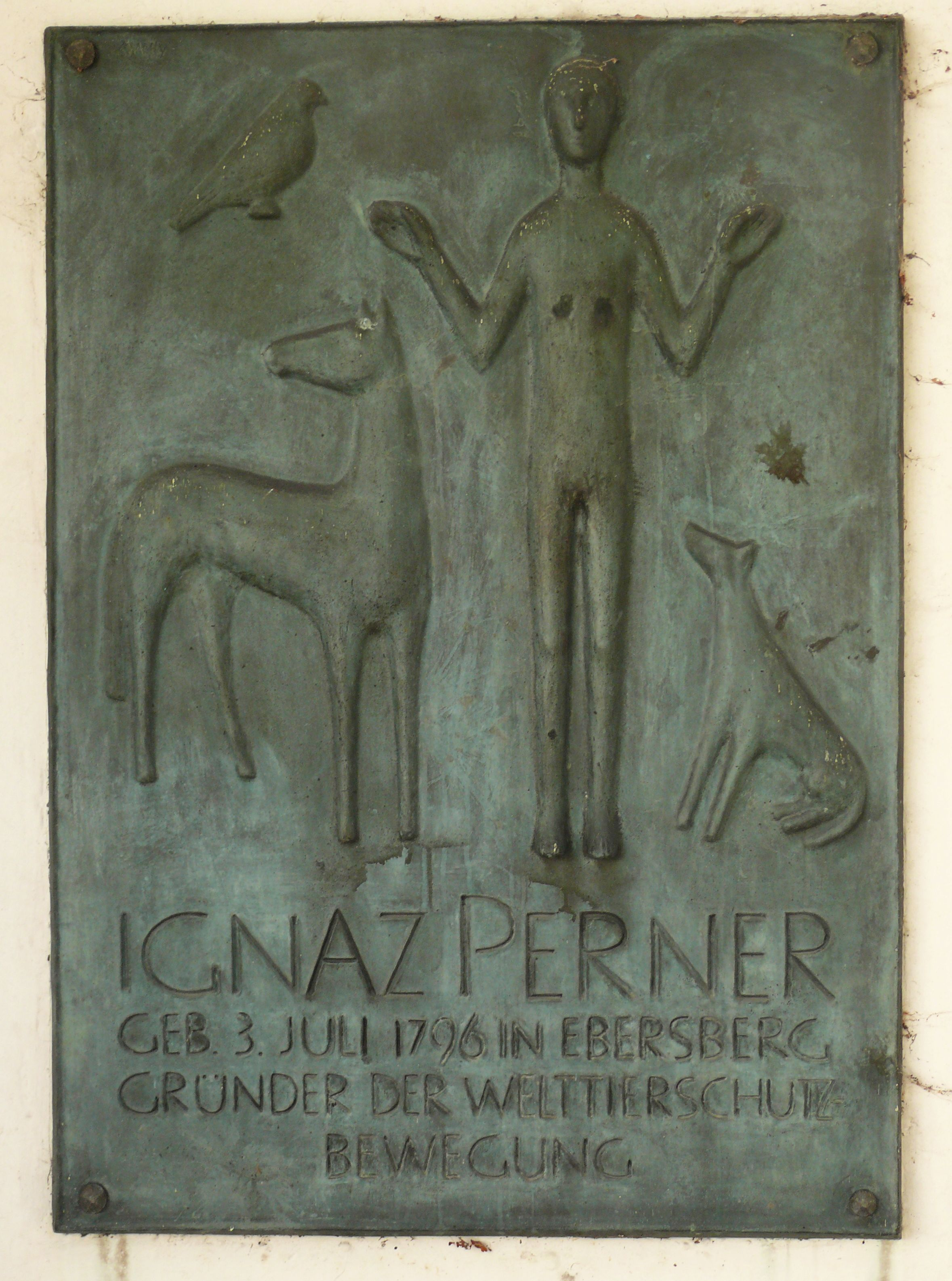
Gedenktafel für Ignaz Perner in seiner Geburtsstadt Ebersberg, 2021

Grundlage des Erfolgs waren neben Perners Engagement zwei Faktoren:
1. ein persönliches Netzwerk, das sich rasch über die Grenzen Bayerns hinaus ausdehnte: Perner stand „persönliche Bekanntschaft mit unzähligen Landrichtern, Cameralbeamten, Assessoren, Patrimonialbeamten, Bürgermeistern und Magistratsräthen, Advokaten, Offizieren, Pfarrern …, Geistlichen, Lehrern, Studenten, Bürgern, Gewerbsleuten, Oekonomen … etc. hülfreich zur Seite.“[4] Darüber hinaus zählten (Stand 1851) 27 einflussreiche und reiche Angehörige des Adels und Hochadels nicht nur aus Bayern zu den Mitgliedern; seit 1843 war Prinz Eduard von Sachsen-Altenburg, ein Onkel des bayerischen Königs, Vorsitzender des Vereins. Zur Pflege und Ausdehnung des Netzwerks war eine Korrespondenz riesigen Umfangs nötig (bis 1851 ca. 11000 Briefe allein von Perner).[14]
2. eine Publikationstätigkeit in großem Umfang, die im Wesentlichen von Perner finanziert und teilweise von eigenen Texten getragen war. Ein Beispiel ist der erwähnte Rechenschaftsbericht für 1843 mit einer Auflage von 30.000 Exemplaren, der (wie auch die späteren Berichte) zwei Ziele verfolgte: Aufklärung über die Lage der Tiere und Beschreibung der Organisationsentwicklung als Beispiel für andere Vereine. Dem eigentlichen Bericht von 1843 stellte Perner einen langen Aufsatz des Lehrers und späteren Ausschussmitglieds J. J. Zagler mit dem Titel Pflichten gegen die Thiere voraus. Dieser Text wurde noch einmal getrennt mit 100.000 Exemplaren aufgelegt. Neben den umfangreichen Jahresberichten wurden Artikel in Tageszeitungen lanciert und kleinere Aufklärungsschriften kostenlos verteilt, vor allem für Schüler. 1846 waren bereits 1,2 Millionen „Pfennig-Bilder mit Geschichten für Kinder“ veröffentlicht, denen viele andere Kinder- und Jugendschriften gegen die Tierquälerei folgten.[15] Die meisten Publikationen wurden kostenlos verteilt. Eine Zeitschrift verlegte Perner dagegen nicht.

Um die umfangreiche Aufklärungstätigkeit des Vereins immer gezielter und weitreichender zu machen, versuchte er, möglichst viele Mitglieder und Filialvereine zu rekrutieren, um über Multiplikatoren zunehmenden Einfluss zu gewinnen. Besonderer Wert wurde auf „die Mitwirkung von Geistlichen, Lehrern, Erziehern, Institutsvorständen etc.“ gelegt, die auch durch ihre vorgesetzten Behörden auf Trab gebracht werden sollten. Dafür waren Perners gute Beziehungen in den Staatsapparat nützlich. Die „einschlägigen Behörden und Stellen“ waren ihrerseits eine Zielgruppe des Vereins, die zum „Erlaß und Vollzug der nöthigen und der schon bestehenden Gesetze und Verordnungen“ angeregt werden sollten.
Neben der Initiierung von Filialvereinen unterstützte er auch selbstständige Neugründungen wie 1862 die des ebenfalls überregionalen Württembergischen Tierschutzvereins, dessen Ehrenmitglied er zum Dank wurde.
Noch zu seinen Lebzeiten wurde vom Hamburger Tierschutzverein eine goldene „Perner-Medaille“ kreiert, die in den folgenden Jahrzehnten an verdiente Persönlichkeiten der Tierschutzbewegung verliehen wurde, z. B. 1866 an Theodor Plieninger vom Württembergischen Tierschutzverein.

## Tierethische Auffassungen
Angetrieben wurde Perner bei seiner Aktivität von einer Mitleidsethik, die teilweise an Arthur Schopenhauer erinnert. Mit ihm, einem aktiven Mitglied des Frankfurter Tierschutzvereins, hatte er Kontakt; die beiden schätzten einander. Perner hielt „Mangel an Mitleid“ für „das wichtigste … Grund- und Cardinalübel des Menschengeschlechtes, … weil aus ihm direkt und unmittelbar die unheilvollsten Folgen entspringen.“ Wie andere Tierschützer seiner Zeit glaubte er, dass kindliche Tierquälerei oder die Wahrnehmung alltäglicher Misshandlungen von Tieren eine moralische Abwärtsspirale in Bewegung setzen. Dieses seit der Antike bekannte anthropozentrische Verrohungsargument stellte Perner stets in den Vordergrund der Vereinsarbeit.
„Unsere Haupttendenz ist, Mitleid in die Herzen der Menschen, besonders der Jugend, zu pflanzen, Mitleid, die Quelle fast aller übrigen Tugenden, Mitleid, nicht bloß mit den Thieren, wie manche anfangs, uns mißverstehend, glaubten, sondern mehr noch mit den Menschen. … Je tiefer und je beharrlicher man in der Geschichte, in der Kenntniß der Menschen und in der Erfahrung den Hauptquellen des menschlichen Elends nachspürt, desto klarer und lebendiger wird die Ueberzeugung, daß Mangel an Mitleid die allertiefste, die allerreichhaltigste jener menschlichen Unglücksquellen ist. Der Einzelne gegen den Einzelnen, der Stärkere gegen den Schwächern, der kalt herzlose Reiche gegen den verzweifelnden Armen, die gewaltige Mehrheit gegen die mindermächtige Minorität, die brutale Grausamkeit des Despoten, des Fanatismus, des wahnsinnigen Ehrgeizes … wie wäre es möglich, wie wäre es denkbar, … wenn von jeher der Hauptgesichtspunkt der Erziehung das Mitleid gewesen wäre?"
Als Beleg bringt er in seinen Texten unzählige Beispiele aus der Geschichte (Dschingis Khan, Nero, Caligula, König Karl IX. von Frankreich, usw. – „bis in unsere eigene Zeit herauf“) und aus eigenen Erfahrungen mit Kriminalfällen als Rechtsanwalt.
Für das „sicherste[n] und zuverlässigste[n] Mittel, Mitleid in die menschlichen Herzen zu pflanzen“ hielt er die Arbeit der Tierschutzvereine. Auch andere frühe Aktivisten gegen Tierquälerei wie Christian Adam Dann oder die zeitgenössische Hauptfigur des Württembergischen Tierschutzvereins Theodor Plieninger glaubten, dass kindliche Tierquälerei oder die Wahrnehmung alltäglicher Misshandlungen von Tieren die Moral von Menschen gefährden. Bei ihnen wird aber immer wieder deutlich, dass man Tiere auch um ihrer selbst willen schützen müsse. Das tritt bei Perner weitgehend in den Hintergrund. Allerdings gab es auch weniger anthropozentrisch argumentierende Mitglieder, deren Position Perner offensichtlich tolerierte. (Vgl. den Text Zaglers, den Perner seinem Jahresbericht von 1843 voranstellte)
Seine Überzeugungen leitete er aus seinen vielfältigen Erfahrungen ab, nicht aus philosophischen Spekulationen. Er sei „keiner jener Schwärmer …, die die Welt nach einem Systeme verbessern wollen, welches sie aus ihren Phantasien, aus ihrem guten Herzen, oder aus Büchern allein geschöpft haben; ich muß mich darauf berufen, daß ich … ein praktischer Kenner der Welt und der Menschen bin …“; mit „Hirngespinsten“ gebe er sich nicht gern ab.

## Schriften
- Ab 1843: Jahresberichte des Münchener-Vereins gegen Thierquälerei
- 1847: Bericht des Münchener-Vereins gegen Thierquälerei über seine bisherige Thätigkeit in Beziehung auf das Vorurtheil gegen den Genuß des Pferdefleisches, München
- 1848: Die ungleichen Knaben : eine Geschichte für Kinder mit Pfennigbildern, und Jahresbericht des Münchener-Vereins gegen Thierquälerei [mit Bildern von Wilhelm Gail]
- 1858: Über die Hauptgebrechen der Erziehung, München
- 1860: Vortrag des Hofraths Dr. Perner bei der allgemeinen Versammlung der deutschen Thierschutzvereine in Dresden, den 31. Juli 1860, München
- 1860: Geschichten aus dem Thier-Leben, gesammelt und verfaßt von einem Thierfreunde. Mit Bildern aus der xylographischen Kunstanstalt von Braun u. Schneider. Hg. v. Münchener Thierschutzverein in 10.000 Exemplaren, München